# Ворожбянский мясокомбинат
Ворожбянский мясокомбинат (укр. Ворожбянський м'ясокомбінат) — предприятие пищевой промышленности в городе Ворожба Белопольского района Сумской области Украины.

## История
Мясокомбинат в райцентре Ворожба был построен в советское время и являлся одним из ведущих предприятий города.
После провозглашения независимости Украины перешёл в ведение министерства сельского хозяйства и продовольствия Украины. В дальнейшем, государственное предприятие было преобразовано в открытое акционерное общество.
В условиях экономического кризиса 1990-х годов положение промышленных предприятий города осложнилось, с 1990х годов основой экономики города стали предприятия железной дороги и розничной торговли.
В мае 1995 года Кабинет министров Украины утвердил решение о приватизации мясокомбината. В марте 2001 года арбитражный суд Сумской области возбудил дело о банкротстве комбината. В дальнейшем, предприятие было реорганизовано в общество с ограниченной ответственностью.
Начавшийся в 2008 году экономический кризис осложнил положение Ворожбы, однако мясокомбинат по-прежнему оставался одним из крупнейших действующих предприятий города и Белопольского района.

## Деятельность
Предприятие осуществляет забой животных и производит мясо, мясные полуфабрикаты и мясные продукты.
В 2009 году основной продукцией комбината являлись варёная колбаса, салями и сосиски «Молочные», также производились буженина, ветчина и бекон.